# Mary Coughlan (femme politique)
Pour les articles homonymes, voir Coughlan.
Mary Coughlan (en irlandais Máire Ní Chochláinn ; née le 28 mai 1965 à Donegal) est une femme politique irlandaise du parti Fianna Fáil. Elle est actuellement Tánaiste, ou vice-Premier ministre, depuis le 7 mai 2008 et ministre de l'Éducation et des Compétences depuis le 23 mars 2010 dans le gouvernement de Brian Cowen, ainsi que député ou Teachta Dála (TD) pour le sud-ouest de comté de Donegal. Elle a auparavant été ministre des Affaires sociales et familiales de 2002 à 2004 puis ministre de l'Agriculture, de la Pêche et de l'Alimentation de 2004 à 2008.

## Origines et formation
Mary Coughlan est né dans la ville de Donegal et le comté du même nom en Ulster en 1965. Elle est issue d'une dynastie politique engagée au sein du Fianna Fáil avec deux membres de sa famille TD pour la circonscription du sud-ouest de Donegal avant elle : elle est la fille de Cathal Coughlan, TD de 1983 à 1986, et la nièce de Clement Coughlan, député de 1980 à 1983. 
Elle est notamment scolarisée au couvent des Ursulines à Sligo (dans le comté du même nom et le Connacht) de 1978 à 1983, puis fait ses études à l'University College de Dublin d'où elle sort diplômée en sciences sociales. Elle a brièvement été assistante sociale avant que les décès accidentels de son oncle (dans un accident de la route en 1983) puis de son père (en 1986 à la suite d'une courte maladie) la poussent à reprendre le flambeau familial et à entrer en politique. Elle est notamment cooptée par le Conseil du comté de Donegal en 1986 et lance sa campagne pour les futures législatives. 

## Carrière politique

### Débuts
Coughlan s'était engagée très tôt en politique, ayant rejoint un cumann à 16 ans. Elle a été élue pour la première fois au Dáil Éireann comme TD du Fianna Fáil lors des élections générales du 17 février 1987, pour la circonscription sud-ouest de Donegal. À l'âge de 21 ans et 9 mois, elle était alors le plus jeune membre du 25e Dáil. 
Coughlan est restée une simple député (parlementaire siégeant sur les bancs arrière de la salle des séances, c'est-à-dire ceux qui ne sont membres ni du gouvernement, ni du Cabinet fantôme) lors de ses huit premières années de TD. Durant cette période, elle fait partie de plusieurs commissions de l’Oireachtas, notamment de la Commission conjointe (commune aux deux chambres parlementaires) du Tourisme, des sports et des loisirs et de celle de la langue irlandaise, qu'elle a présidée (elle sait d'ailleurs parler couramment le gaélique irlandais). Elle a également été membre du British–Irish Inter Parliamentary Body (le Corps inter-parlementaire britannique-irlandais, organe de coopération parlementaire créé en 1990 entre le Royaume-Uni et l'Irlande).

### Dans leFront benchde l'opposition
En 1994, Bertie Ahern accède à la tête du Fianna Fáil et devient ainsi le Ceannaire an Fhreasúra, ou chef de l'opposition. Au début de l'année 1995, il forme son nouveau Opposition Front Bench (littéralement « Banc avant de l'opposition », le Cabinet fantôme irlandais) et y nomme Coughlan en tant que porte-parole (ou ministre fantôme) pour la réforme de l'éducation. Elle est alors chargée de contrer le ministre de l'Éducation de l'époque, le travailliste Niamh Bhreathnach. Elle occupe ce poste jusqu'à la victoire du Fianna Fáil lors des élections générales du 6 juin 1997. Après celle-ci, elle n'entre toutefois pas immédiatement au gouvernement formé par Bertie Ahern et retourne sur le Back Bench.

### Au Gouvernement

#### Ministre d'État
Elle est nommée en février 2001 par le Taoiseach Bertie Ahern ministre d'État (ou ministre junior, l'équivalent d'un secrétaire d'État en France, ne participant pas aux réunions ordinaires du conseil des ministres) auprès du ministre des Arts, du Patrimoine, du Gaeltacht et des Îles Síle de Valera. À ce poste, elle met en place un groupe d'études pour la création d'emploi dans le Gaeltacht, tandis qu'à cette époque l'île d'Inishbofin, située dans son comté de Donegal, est pour la première fois raccordée au réseau électrique national grâce à un câble sous-marin.   

#### Membre du Cabinet
Après les élections générales du 17 mai 2002, et le remaniement ministériel qui s'ensuit, Mary Coughlan fait pour la première fois son entrée au Cabinet, en tant que ministre des Affaires sociales et familiales. 
Le 29 septembre 2004, à la faveur d'un nouveau remaniement, elle succède à Joe Walsh en tant que ministre de l'Agriculture et de l'Alimentation, devenant la première femme à obtenir ce portefeuille en Irlande. Elle est confirmée à ce poste après l'élection générale du 24 mai 2007, obtenant en plus la responsabilité de la pêche et devenant ainsi ministre de l'Agriculture, de la Pêche et de l'Alimentation.  
Lorsque Bertie Ahern démissionne de la direction du Fianna Fáil et de la fonction de Taoiseach, et qu'il est remplacé par Brian Cowen le 7 mai 2008, celui-ci choisit Mary Coughlan comme chef adjoint du parti, Tánaiste et ministre des Entreprises, du Commerce et de l'Emploi. Elle laisse cette place le 23 mars 2010 au profit de celle de ministre de l'Éducation et des Compétences, tout en restant Tánaiste.

## Controverses concernant le droit des homosexuels
Coughlan a été impliqué dans un certain nombre de controverses au sujet des droits des homosexuels. En mars 2004, elle a tenté d'introduire une législation qui limiterait le sens du mot "conjoint" pour inclure seulement les couples mariés, ce qui a été considéré par certains comme une "discrimination" à l'égard des couples de même sexe. Deux mois plus tard, lors d'une conférence sur la famille et la politique sociale, elle a affirmé que l'Irlande ne serait jamais favorablement disposée au mariage de même sexe ou à l'adoption homosexuelle.

## Vie privée
Mary Coughlan a épousé en 1991 David Charlton, un Garda (ou gardien de la paix) servant à l'époque pour la sécurité de Leinster House (le siège de l’Oireachtas) à Dublin. Son époux a perdu une jambe dans un grave accident de la route quelques années après leur mariage. Ils ont eu ensemble deux enfants, un fils et une fille, et vivent dans le village de Frosses situé juste à l'ouest (à environ 20 km) de Donegal. Elle parle couramment l'irlandais, et la défense de cette langue a constitué une part importante de son combat politique.